# 카를로스 4세 (스페인)
카를로스 4세(Carlos Antonio Pascual Francisco Javier Juan Nepomuceno Jose Januario Serafin Diego, Carlos IV, 1748년 11월 11일 ~ 1819년 1월 20일)은 부르봉 왕가의 스페인 왕 (재위 : 1788년 12월 14일 - 1808년 3월 19일)이다.
왕권신수설을 신봉했으며, 자신이 신성한 존재라는 신념을 가지고 있었으나 지극히 무능하여 정치에는 무관심하였다. 왕비와 그녀의 정부인 고도이가 권력을 잡고 국정을 농단하였으나 이를 방관했다. 고도이 내각은 프랑스 혁명기에 급변하는 국제정세에 적절히 대처하지 못하여 스페인을 나락으로 떨어지게 했다.
왕실과 내각의 무능과 부패에 분노한 민중이 1808년 3월 아랑후에스 폭동을 일으켜서 고도이 내각을 붕괴시키자 카를로스 4세는 퇴위하였다. 그러나 며칠후 이를 번복하자 왕세자 페르난도 7세와 권력투쟁으로 번졌다. 중재에 나선 나폴레옹은 이들을 폐위시킨후 스페인을 점령하였다. 스페인 민중에 의한 독립전쟁기와 나폴레옹 몰락이후에 왕세자가 즉위하였으나 무심하게 망명생활을 하다가 로마에서 생을 마감하였다.

## 어린 시절
카를로스 4세는 카를로스 3세와 작센의 마리아 아말리아의 차남으로 태어났다. 아버지가 두 시칠리아 국왕으로 재위 중에 포르티치에서 태어났다. 동생 펠리페는 지능 발달의 문제와 간질로 왕위에 앉히지 않았다. 카를로스 4세는 폴란드 왕이자 작센 선제후인 아우구스트 3세의 딸인 어머니의 혈통을 받아 좋은 체격과 강인한 체력을 이어받았고, 젊은 시절 자신이 아는 시골의 최강의 남자들과 레슬링을 즐겼다.
그러나 지적인 면에서는 뛰어난 군주였던 아버지를 닮지 못했고, 많은 사람으로부터 둔했지만, 정직하다는 평가를 받았다. 부왕도 그런 이야기를 듣고, “카를로스, 넌 바보다”고 말했을 정도였다. 부왕으로부터 사촌 여동생인 파르마 공녀 마리아 루이사와 결혼이 결정되었다고 듣게 되자 여자와 교제한 경험이 없었던 그는 어쩔 줄 몰라 했다. 그때도 부왕은 “바보같은 카를로스야! 여자 따위는 모두 같다!”고 일갈했다고 한다. 한편, 왕비 마리아 루이사 드 팔마는 많은 사람( 프란시스코 데 고야)에게서 왕을 좌지우지하는 성질 나쁜 볼품없는 여성으로 평가받았다.
아버지의 생존 중에 국왕이 총애한 총리를 내쫓고 페드로 파블로 아란다(아라곤당 대표)로 교제를 시도하다가, 아내의 손으로 심문을 받고 축출되었다

## 즉위
1788년 즉위하면서 열중한 것은 사냥이었다. 공무는 왕비의 애첩인 마누엘 데 고도이에게 맡겼다. 고도이는 사실상 왕비의 집무실을 차지했지만, 왕은 자신의 삶 전체를 고도이에게 맡겼다.
1793년 루이 16세가 처형된 직후 벌어진 1차 대불동맹 전쟁에 동맹의 일원으로 스페인이 참전하였으나 툴롱 포위전(1793년)과 피레네 전쟁(1794년)에서 패배하였다. 1795년 6월 히스파니올라 섬 일부를 프랑스에 넘긴다는 것을 조건으로 바젤 조약을 체결하고 종전에 합의했다. 이 조약 체결에 앞장선 고도이 총리에게 평화대공이라는 칭호를 내렸다.
1796년 8월에 2차 산일데폰소 조약을 통해 프랑스와 동맹을 맺고 영국에 선전포고했다. 곧 전쟁이 일어났고 스페인은 상비센테 곶 근처의 해전에서 큰 패배를 당했다. 그러나 프랑스는 동맹국으로서 적절한 지원을 하지 않았고 주저없이 스페인과의 관계를 저버렸다. 이로 인해 1798년에 실각하였으나 국정에 대한 영향력은 여전했다.
1800년 10월에 비밀리에 3차 산일데폰소 조약을 프랑스와 맺고 북미 식민지 루이지애나를 이탈리아 반도의 토스카나 영토와 교환을 조건으로 양도하였다. 나폴레옹은 북미에 식민지 제국 건설을 계획하며 북미에 프랑스가 진출하게 되면 영국을 견제할 수 있게되어 남미에 있는 스페인의 식민지 보호와 통치에 도움이 될것이라는 논리를 펼치며 스페인과 협상을 주도했다.
1803년 딸 마리 루이즈가 천연두에 감염되자, 왕은 의사인 프란시스코 데 바르미스에게 국비로 스페인 식민지에 백신을 전하도록 지시했다.
스페인은 프랑스와 동맹을 맺고 대륙봉쇄령을 지원했다. 나폴레옹이 1807년에 러시아에 승리를 거두면서 고도이는 친프랑스 기조로 전환했지만, 프랑스는 더 이상 스페인과의 동맹에 가치를 인정하지 않았다. 그러나 프랑스와의 동맹도 고도이의 지배를 약화시켰고, 영국과 밀접한 관계를 모색하는 페르난파(페르난 왕세자의 지지자)는 활기차게 활동을 하였다.

## 퇴위
나폴레옹은 대륙봉쇄령을 위반한 포르투갈을 응징하고자 했다. 이를 위해 스페인의 고도이 내각과 1807년 퐁텐블로 조약을 맺었는데, 포르투갈 점령후 분할 통치를 전제로 프랑스 군대는 제약 없이 스페인영토를 통과하거나 진주할 수 있게 되었다. 1808년, 프랑스는 포르투갈을 공격한다는 명분으로 스페인내 주요 전략적 요충지에 진지를 구축한후 10만명에 달하는 군대를 상주 시켰다. 이를 통해 나폴레옹은 사실상 스페인을 지배할 수 있는 기회를 확보하였다.
스페인 왕실과 고도이 내각의 부패와 무능에 지쳐있던 스페인 국민들은 갑작스런 외국 군대의 상주에 강하게 반발하였고 1808년 3월 18일, 왕세자 페르난도를 지지하는 개혁파가 아란후에스(Aranjuez)에서 반란을 일으켰다. 이에 굴복한 카를로스 4세는 3월 19일에 퇴위를 결정하였다. 왕세자가 페르난도 7세로 즉위했으나 카를로스 4세가 며칠뒤 퇴위를 번복하며 나폴레옹에게 지지를 요청했다. 이는 기회를 엿보던 나폴레옹에게 스페인 정치에 적극적으로 개입할 수 있는 명분을 제공했다.
나폴레옹은 사태해결을 빌미로 카를로스 4세와 페르난도 7세를 모두 바요나로 오도록 유도한후 이들을 협박하여 강제로 폐위 시켰다. 왕국에 대한 모든 권리가 박탈당한 카를로스 4세는 퐁텐블로에 감금되었고 왕세자 페르난도 7세는 발렌시아 성에 유폐되었다. 왕이 유폐되어 있는 동안 나폴레옹은 스페인이 영국과 양모 밀무역을 하며 대륙봉쇄령을 어겼다는 명분을 내세워 무력으로 정복하였다. 이후 자신의 친형인 조제프를 스페인 국왕으로 임명하였다. 폐위당한 카를로스 4세는 포로가 되어 콩피에뉴, 마르세유 등 프랑스의 여러 도시들을 전전하며 망명생활을 하다가 1819년 1월 20일에 결국 로마에서 생을 마감하였다.

## 자녀
- 카를로스 클레멘테(1771~1774)
- 카를로타 조아퀴나(1775~1830) 포르투갈 왕비(주앙 6세와 결혼)
- 마리아 루이사(1777~1782)
- 마리아 아말리아(1779~1798) 스페인 왕자비
- 마리아 루이사(1782~182) 에트루리아 왕비(루도비코 1세와 결혼)
- 카를로스 프란시스코(1783~1784)
- 펠리페 프란시스코(1783~1784)
- 페르난도 7세(1784~1833)
- 카를로스 마리아(1788~1855)
- 스페인의 마리아 이사벨 (1789~1848)
- 마리아 테레사(1791~1794)
- 펠리페 마리아(1792~1794)
- 프란시스코 데 파울라(1794~1865)